# Omero Bonoli
Omero Bonoli (Ravena, Italia, 17 de septiembre de 1909-marzo de 1934) fue un gimnasta artístico italiano, subcampeón olímpico en Los Ángeles 1932 en el ejercicio de caballo con arcos.

## Carrera deportiva
En las Olimpiadas de Los Ángeles 1932 ganó la plata en caballo con arcos, quedando situado en el podio tras el húngaro István Pelle y por delante del estadounidense Frank Haubold.